# Pad thai
Pad thai (taj. ผัดไทย) – danie kuchni tajskiej przyrządzane na bazie makaronu i warzyw. Należy do najpopularniejszych dań tajskich serwowanych w restauracjach orientalnych na całym świecie, a receptury jego tworzenia są bardzo różnorodne i zindywidualizowane.

## Charakterystyka
Podstawowymi składnikami do przyrządzenia pad thai są: makaron ryżowy, różne warzywa oraz kiełki, tamaryndowiec, orzeszki, chili i jajko oraz tofu. Makaron podsmaża się kilka minut z surowymi jajami, czasem też z tofu. Dodaje się warzywa, miąższ tamaryndowca, krewetki, czosnek, sos rybny i cukier palmowy. Potrawa serwowana jest najczęściej z ćwiartkami cytryny lub siekanymi orzeszkami ziemnymi. Opcjonalne dodatki to m.in. kiełki fasoli, marynowana rzodkiew, czy rzepa, kwiaty bananowca, mięso z kraba lub ośmiornicy, kurczak, papryka i kolendra. Oryginalna, tajska odmiana zawiera najczęściej krewetki lub wieprzowinę (wersja dla cudzoziemców nazywana bywa pad thai ferenghi, a w restauracjach poza krajem zawiera niedodawane w Tajlandii dodatki, np.: imbir, trawę cytrynową, kapustę, bazylię, olej sezamowy i marchew). Poszczególne regiony Tajlandii różnią się paletą dodatków, czy sposobami przygotowania i tak np.: 
- w Ang Thong smaży się pad thai na smalcu z niewielką ilością octu,
- w Sukhothai preferuje się wieprzowinę, a w miejsce czosnkowego szczypiorku dodaje się fasolkę szparagową,
- w Samut Sakhon dodaje się gotowaną soję i boczek,
- w Chanthaburi, jako dodatek pojawiają się niewielkie pulpety z mięsa krabowego[2].

Niektóre dodatki można podawać jako przystawki, osobno, poza talerzem głównym. Popularność dania w różnych krajach świata spowodowana jest jego właściwościom sycącym oraz atrakcyjnością, związaną głównie ze śmiałą kompozycją smakową, której elementem jest bogata nuta umami, jak również przyjemną różnorodnością teksturalną. Możliwość szerokiego dobierania opcjonalnych składników powoduje, że danie to może być dostosowywane do różnych ograniczeń dietetycznych.

## Historia
Do lat 30. XX wieku danie nie było szerzej znane w Syjamie. Podstawowym daniem spożywanym przez Tajów był ryż, pasta curry, jak również warzywa oraz dania gotowane przez chińskich imigrantów. W 1932, po zamachu stanu dokonanym przez Plaeka Pibulsongkrama ogłoszono kampanię tworzenia nowej tożsamości kulturowej kraju, zwanego już wówczas Tajlandią, a nie Syjamem. Według niektórych znawców tajskiej sztuki kulinarnej, Pibulsongkram ogłosił konkurs na nowe danie narodowe, jednak istnieją przesłanki, mówiące, że istniało ono już wcześniej. Nie wiadomo jednak kto mógł być jego ewentualnym twórcą. Pewne jest natomiast jego chińskie pochodzenie (w jednym z chińskich dialektów podobne sformułowanie oznacza smażony makaron ryżowy po tajsku). Jeśli chodzi o składniki, to pochodzenia chińskiego jest użyty w daniu makaron ryżowy, natomiast dodatki, zwłaszcza tamaryndowiec i chili są typowo tajskie. Pibulsongkram, oprócz osiągnięcia celu narodowego, wierzył, że popularyzacja pad thai przyczyni się do podniesienia higieny, ponieważ wcześniej Tajowie jedli głównie ryż, a pad thai wymagało używania czystych patelni (woków) i wysokiej temperatury. Inne teorie głoszą, że Pibulsongkram już w czasie wojny planował stworzenie taniego, masowo przyrządzanego dania, które ograniczyłoby spożywanie ryżu (w postaci makaronu je się go mniej), będąc remedium na głód wywoływany zanieczyszczeniem plantacji ryżowych. Oprócz tego makaron ryżowy można wytwarzać z połamanych i gorszej jakości ziaren ryżu. Możliwe też, że danie znane było nawet w latach 30. XX wieku.

## Zdrowotność
Pad thai jest zrównoważonym posiłkiem dostarczającym od 360 do 450 kcal, w zależności od kompozycji. Krótkie, intensywne smażenie w woku pomaga zachować znaczną część witamin i przeciwutleniaczy pochodzących z użytych warzyw.